# Силистра
Силистра (такође Силистрија; рум. Silistra или Dârstor) је град у Републици Бугарској, у североисточном делу земље. Град је управно средиште истоимене Силистранске области.
Силистра као град на Дунаву је један од пограничних градова Бугарске према Румунији.

## Географија
Град Силистра се налази у североисточном делу Бугарске. Од најближег већег града Русеа Силистра је удаљена 120 km ка истоку. Румунска граница окружује град са севера и истока.
Област Силистре налази се у југоисточном делу Влашке низије, у крајње југозападном делу историјске покрајине Добруџе. Град је на Дунаву, који је погранична река ка суседној Румунији. Јужно од града почиње Добруџанско побрђе.
Клима у граду је континентална.

## Историја
Подигнут од стране Римљана Дуросторум, Силистра је била тврђава велике снаге, која се простирала по северном углу познатог квадрилатерала (Русе, Силистра, Шумен и Варна), али су њене зидине срушене након Берлинског уговора из 1878. године.
Прво историјско средиште бугарске цркве и Охридске архискупије, пре пресељења у Охрид у време Самуила. У османско доба то је био тако стратешки град, да је био центар Силистранског ејлета, у који је био укључен Едисан са Смедеревским санџаком и Сремом. Силистрија контролше цијелу Влашку, а посебно Мунтенију.
Ишли су радници, њих 5-6 из сваког села око Беле Паланке, па и Мокре код Беле Паланке у Силистрију на рад. Кулучили су тамо поправљајући лагуме и шанчеве. Од петорице Мокринчана, само су се двојица живи вратили.
Пописано је у месту "Силистрија" 1894. године 11.710 становника.
Град је био део Румуније између 1913. и 1940. године. Током овог раздобља град је био средиште Бугара у тадашњој Румунији.

## Становништво
По проценама из 2007. године град Силистра имао је око 42.000 становника. Већина градског становништва су етнички Бугари. Остатак су малобројни Турци и Роми. Последњих 20ак година град губи становништво због удаљености од главних токова развоја у земљи. Оживљавање привреде требало би зауставити негативни демографски тренд.
Претежна вероисповест становништва је православна, а мањинска ислам.
| Година | Популација |
| ------ | ---------- |
| 1892.  | 11.718     |
| 1900.  | 12.133     |
| 1908.  | 12.055     |
| 1924.  | 13.756     |
| 1974.  | 48.000     |
| 1985.  | 53.500     |
| 2005.  | 49.166     |

## Партнерски градови
- Лесковац
- Кикинда
- Калараши
- Хмељницки
- Дунаујварош
- Дрезден
- Лида
- Лулебургаз
- Promissão
- Ржев
- Слобозија
- Велес